# 649 (szám)
A 649 (római számmal: DCXLIX) egy természetes szám, félprím, a 11 és az 59 szorzata.

## A szám a matematikában
A tízes számrendszerbeli 649-es a kettes számrendszerben 1010001001, a nyolcas számrendszerben 1211, a tizenhatos számrendszerben 289 alakban írható fel.
A 649 páratlan szám, összetett szám, azon belül félprím, kanonikus alakban a 111 · 591 szorzattal, normálalakban a 6,49 · 102 szorzattal írható fel. Négy osztója van a természetes számok halmazán, ezek növekvő sorrendben: 1, 11, 59 és 649.
A 649 négyzete 421 201, köbe 273 359 449, négyzetgyöke 25,47548, köbgyöke 8,65795, reciproka 0,0015408. A 649 egység sugarú kör kerülete 4077,78726 egység, területe 1 323 241,967 területegység; a 649 egység sugarú gömb térfogata 1 145 045 382,4 térfogategység.